# Џонас (ТВ серија)
Џонас (енгл. Jonas) америчка је телевизијска серија која се приказивала од 2. маја 2009. до 3. октобра 2010. на Дизни каналу. Креатори серије су Мајкл Кертис и Роџер С. Х. Шулмен, са главном улогом коју тумаче Џонас брадерс.
Џонас је прва серија Дизни канала, после Фила из будућности која није снимљена помоћу видеотраке или формату мулти камере, испред публике уживо или коришћена трака смеха. Серија је прва на каналу која се емитује суботом увече, део намерне стратегије Дизнија како би и током ноћи емитовао оригинални програм.
Најављено је 9. новембра 2009. да је купљена друга сезона Џонаса. 5. маја 2010. најављено је да ће серија променити назив у Џонас ЛА, као део преласка у Лос Анђелес, чинећи прву серију Дизни канала која мења локацију снимања. Друга сезона емитовала се 20. јуна 2010. и завршила се 3. октобра 2010. Дизни канал је у новембру 2010. године, најавио да је серија отказана након две емитоване сезоне.

## Епизоде
| Сезона | Сезона | Епизоде | Премијерно приказивање (САД) | Премијерно приказивање (САД) | Премијерно приказивање (Србија) | Премијерно приказивање (Србија) |
| Сезона | Сезона | Епизоде | Прва епизода                 | Последња епизода             | Прва епизода                    | Последња епизода                |
| ------ | ------ | ------- | ---------------------------- | ---------------------------- | ------------------------------- | ------------------------------- |
|        | 1      | 21      | 2. мај 2009.                 | 14. март 2010.               | TBA                             | TBA                             |
|        | 2      | 13      | 20. јун 2010.                | 3. октобар 2010.             | TBA                             | TBA                             |